# Kolkwitz
Kolkwitz (Nedersorbisch: Gołkojce) is een gemeente in de Duitse deelstaat Brandenburg, en maakt deel uit van de Landkreis Spree-Neiße.

## Demografie
- Ontwikkeling van de bevolking sinds 1875 binnen de huidige grenzen (blauwe lijn: Bevolking; stippellijn: Vergelijking van de ontwikkeling van de bevolking van de deelstaat Brandenburg, Grijze achtergrond: tijdens de nazi-regering, Rode achtergrond: tijdens de communistische regering)
- Recente ontwikkeling van de bevolking (blauwe lijn) en prognoses (stippelijn)

| Jaar | Inwoners |
| ---- | -------- |
| 1875 | 5 701    |
| 1890 | 6 296    |
| 1910 | 6 880    |
| 1925 | 7 352    |
| 1939 | 8 975    |
| 1950 | 10 521   |
| 1964 | 8 939    |

| Jaar | Inwoners |
| ---- | -------- |
| 1971 | 8 447    |
| 1981 | 7 831    |
| 1985 | 7 689    |
| 1990 | 7 555    |
| 1995 | 8 622    |
| 2000 | 10 270   |
| 2005 | 9 989    |

| Jaar | Inwoners |
| ---- | -------- |
| 2010 | 9 542    |
| 2015 | 9 147    |
| 2016 | 9 188    |
| 2017 | 9 189    |
| 2018 | 9 177    |
| 2019 | 9 219    |
| 2020 | 9 269    |

Gegevensbronnen worden beschreven in de Wikimedia Commons.

## Plaatsen in de gemeente Kolkwitz
| - Babow/Spreewald - Dahlitz - Brodtkowitz - Eichow - Gulben - Glinzig - Hänchen - Kackrow - Kolkwitz | - Klein Gaglow - Zahsow - Krieschow - Kunersdorf - Limberg (1389 voor het eerst genoemd) - Milkersdorf - Papitz - Wiesendorf |

## Geboren in Kolkwitz
- Rainer Troppa (1958-2023), voetballer